# Campionati mondiali master di orientamento 2006
Manifestazione svolta dal 1° all'8 luglio 2006 in  Austria a Wiener Neustadt.

## Categorie maschili
| Categoria | oro                | argento           | bronzo                |
| --------- | ------------------ | ----------------- | --------------------- |
| M35       | Peter Jacobsson    | Stefano Maddalena | Jussi Aumo            |
| M40       | Philippe Page      | Jost Hammer       | Alexander Afonyushkin |
| M45       | Petr Henych        | Jörgen Mårtensson | Jozef Pollak          |
| M50       | Tom Hiltebrand     | Tom A. Karlsen    | Jorma Nissilä         |
| M55       | Tapio Peippo       | Mykola Bozhko     | Karlis Magons         |
| M60       | Risto Orpana       | Stefan Larsson    | Timo Peltola          |
| M65       | Anders Taraldrud   | Dietmar Leukert   | Veijo Tahvanainen     |
| M70       | Peo Bengtsson      | Alpo Nisula       | Arvo Mikkonen         |
| M75       | Eero Liski         | Mauri Rantala     | Lennart Öberg         |
| M80       | Ragnar Hasselquist | Ensio Salomaa     | Adolf Kempf           |
| M85       | Martin Dreng       | Alois Müller      | Eero Tuuteri          |
| M90       | Erkki Luntamo      |                   |                       |

## Categorie femminili
| Categoria | oro                 | argento             | bronzo            |
| --------- | ------------------- | ------------------- | ----------------- |
| W35       | Ágnes Wengrin       | Dagmar Podmolikova  | Sarah Dunn        |
| W40       | Kari Christiansen   | Baiba Ozola         | Gislind Berger    |
| W45       | Pavlina Brautigam   | Marje Viirmann      | Virpi Juutilainen |
| W50       | Alena Rosecka       | Magdolna Horváth    | Libuse Fantová    |
| W55       | Britt Eriksson      | Birgitta Billstam   | Brigit Oswald     |
| W60       | Katharina Berge     | Kari Timenes Laugen | Borbala Cser      |
| W65       | Gudrun Broman       | Birgitta Thunell    | Ragnhild Krogvig  |
| W70       | Maja-Lisa Bergström | Liliya Pokh         | Elga Adrat        |
| W75       | Anne Donnell        | Sonja Löjmar        | Stina Zackari     |
| W80       | Anna Nilsson        | Gunborg Sundberg    | Kaete Berndt      |

## Medagliere
|    | Stato                     | oro | argento | bronzo | Totale |
| -- | ------------------------- | --- | ------- | ------ | ------ |
| 1  | Svezia                    | 7   | 4       | 2      | 13     |
| 2  | Finlandia                 | 4   | 3       | 7      | 14     |
| 3  | Norvegia                  | 4   | 3       | 1      | 8      |
| 4  | Rep. Ceca                 | 2   | 1       | 1      | 4      |
| 5  | Svizzera                  | 1   | 4       | 2      | 7      |
| 6  | Ungheria                  | 1   | 1       | 1      | 3      |
| 7  | Regno Unito               | 1   | -       | 1      | 2      |
| 8  | Francia Stati Uniti       | 1   | -       | -      | 1      |
| 10 | Ucraina                   | -   | 2       | -      | 2      |
| 11 | Estonia Germania Lettonia | -   | 1       | 1      | 2      |
| 14 | Austria Russia Slovacchia | -   | -       | 1      | 1      |